# Templo da Glória de Deus
O Templo da Glória de Deus é um espaço religioso localizado na cidade de São Paulo, na Avenida do Estado. É a sede mundial da Igreja Pentecostal Deus É Amor, construída para substituir a antiga, que ficava na Rua Conde de Sarzedas, também na capital paulista. É o segundo maior templo da capital paulista, atrás do Templo de Salomão, da Igreja Universal do Reino de Deus. O prédio, comprado por 200 milhões de reais à época pela igreja, passou por uma reforma nos últimos anos.
Tem 70 mil m², que comporta 30 mil pessoas sentadas, possui estacionamento com mil vagas, tem 450 sanitários e, para o conforto dos fiéis, ainda conta com uma potente central de ar refrigerado.